# 구남과여라이딩스텔라
구남과여라이딩스텔라(영어: Goonamgua yeo riding Stellar 또는 Old man and woman riding Stellar)는 대한민국의 인디 밴드다. 밴드 이름은 '오래된 남자와 여자가 스텔라를 탄다'는 의미이다.

## 결성 및 이력
조웅(1979년 ~ )과 임병학(1981년 ~ ) 은 고교 선후배 사이이자 20년지기 친구다. 충청북도 충주시의 충주고등학교에 다닐 때 임병학은 '부기 피스톨즈', 조웅은 '미사일 맨'이라는 록밴드를 했었다.
조웅은 1998년 경희대학교 철학과에 입학하였으며, 1999년 잠시 독일에 머물다가 돌아왔고 2000년 무렵 임병학이 서울로 올라오면서 마포구 연남동에 집을 구해서 같이 살게 되었다. 공연을 시작하기 전에는 홍대 앞 라이브클럽에 가본 적이 딱 두 번이었다. 조웅은 2001년 기차 레일을 용접하는 기술을 배워서 KTX 선로를 까는 일을 하러 잠시 지방으로 내려갔던 적이 있다.
임병학은 2002년에 의무경찰로, 조웅은 2003년 공익근무요원으로 복무했다. 전역 이후에 둘은 함께 서울 동대문구 회기동의 경희대학교 앞에서 '구남과여'라는 술집 겸 카페를 열었다. 그러다가 2005년부터 카페에서 자신들의 음악을 가지고 공연을 하기 시작했으며, 이것이 밴드 구남과여라이딩스텔라의 시초가 되었다.
이후 2007년 1집 《우리는 깨끗하다》를 발표했다. 같은 해에 조웅은 경희대학교를 자퇴한다.
2011년 8월에 2집 《우정모텔》을 발표했으며 이후 2012년 드럼 박태식(1981년 ~ )과 건반 김나언(1991년 ~ )을 영입하여 4인조 체제로 전환했다. 2015년 7월에는 조웅이 전곡을 작곡한 3집 《썬파워》를 발매했다.
같은 해에 카바레 사운드에서 독립하여 서울 마포구 망원동에 자체 레이블 '아시아 레코즈'를 설립했다.
2015년 12월 아시아 레코즈는 창립 멤버 두 명 중 하나인 베이스 임병학의 탈퇴를 공식 인정했다. 곧이어 드럼 박태식 또한 탈퇴했다. 이후 베이스 오선택과 드럼 유주현(1992년 ~ )이 새로 합류하였다. 오선택은 얼마 후 밴드를 나가게 되었고 건반을 치던 김나언이 키보드 베이스를 연주하는 혼성 3인조 밴드가 되었다. 2018년 1월에는 서울 서대문구의 모래내시장 입구로 자신들의 레이블인 아시아 레코즈의 작업실 겸 사무실을 이전했다. 다음 해에 키보드 김나언이 밴드 탈퇴를 선언했다.
2019년 6월 12일, 조웅이 전곡을 작사, 작곡하고 객원 멤버들로 세션을 채운 4집 《모래내 판타지》(Moraenae Fantasy)를 발표했다. 이때 군 입대 등으로 활동을 쉬게 된 멤버 두 명을 대신하여 밴드는 보컬을 맡은 조웅과 세션 4인(건반 이설아, 베이스 이기학, 기타 박상권, 드럼 김형균)으로 구성된 5인 체제로 유지되었다. 그리고 2020년 11월에 드럼 유주현이 전역 후 밴드에 복귀함으로써 4인조(건반 이설아, 베이스 이기학, 기타 조웅, 드럼 유주현) 체제의 밴드가 되었다. 이설아는 이후 자신의 음악을 추구하기 위해 팀을 나가게 된다. 따라서 밴드는 조웅, 유주현, 이기학의 3인 체제가 되었다.
2023년부터는 밴드 향니의 이지향(건반)과 라이브클럽 채널1969를 운영하는 안홍인(봉고)으로 구성된 '라구즈'라는 2인조 퍼포먼스팀이 합류하여 '파티 구남'이라는 컨셉의 5인조로도 활동하기 시작했다. 같은 해 11월 30일에는 채널1969에서 원테이크 라이브로 녹음한 정규 5집 《1969》를 발매하였다.

## 활동

### 공연 및 방송
1집의 성공으로 2008년 10월 3일, 쌈지 사운드 페스티벌에 출연하는 등 록 페스티벌의 메인 무대에 초청을 받는 밴드가 되었다. 2009년 7월에는 MBC 음악여행 라라라,  2010년 7월에는 EBS 스페이스 공감에도 출연하였다.
2012년 8월 일본 서머 소닉 페스티벌에 초청받았으며 2013년 3월에는 미국 텍사스주 오스틴에서 개최된 SWSX, 캘리포니아주 샌디에고 다운타운의 Tin Can Alehouse에서 열린 SEOUL SONIC 2K13에 참가하였다. 이후 2013년 4월, 영국 런던의 The Forum과 The Bar fly, Focus Wales 2013과  리버풀 사운드시티 뮤직페스티벌(Liverpool Sound City 2013)에서 공연을 펼쳤다. 2013년 8월 러시아 블라디보스토크 브이록스 페스티벌(V-Rox Festival), 프랑스 칸의 팔레드 페스티벌 행사장에서 열린 음악마켓 미뎀 등 해외 페스티벌에서도 공연하였다.
또한 Mnet의 MUST 밴드의 시대에 출연하였다.
2014년 8월에는 제주 4·3 사건을 기념하여 제주MBC에서 제작한 4.3특별기획 음악 다큐멘터리 '산, 들, 바다의 노래'에 삽입되었던 수록곡을 담은 음반 《산 들 바다의 노래 - 제주 4.3 헌정 앨범》에 제주 민요 '봉지가'로 참여하였다. 2015년 7월에는 일본 나가노현 마쓰모토시에서 열린 JAPAN TOUR 2015 공연에 참가하였다.
2015년 10월 10일에는 홍대의 클럽 스텀프에서 밴드 결성 10주년 기념 단독 콘서트를 열었다. 2017년 3월에는 아시아 투어로 말레이시아, 대만, 싱가포르를 돌며 공연했다. 또한 같은 해에 래퍼 이센스의 음반 에넥도트 발매를 기념하는 전국 투어 공연에 동행했다. 2018년 6월에는 홍콩과 광저우에서 열린 이어 허브 인디뮤직 페스티벌(EAR HUB 2018)에 참가했다.

### 기타 활동
2011년에 음악 다큐멘터리 '라이브 플래닛 시즌 2'(감독 권철, 김형민)에 출연했다. 2012년에는 제18대 대통령 선거에서 문재인 후보의 지원 유세 공연에 참여했다. 
2013년 10월에는 조웅이 종로구 통의동 대림미술관에서 미디어 아트 전시회 디프로젝트 스페이스 구슬모아당구장 개인전을 열었다.

## 구성원

### 현재 구성원
- 조웅(조브라웅) - 보컬, 기타 (2005년 ~ 현재)
- 유주현 - 드럼 (2016년 ~ 2019년 3월, 2020년 11월 ~ 현재)
- 이기학(교정) - 베이스 (2019년 ~ 현재)

### 세션
- 박상권(멋진인생) - 기타 (2019년)
- 김형균(블락스) - 드럼 (2019년 ~ 2020년 10월)
- 이지향(향니) - 신디사이저 (2023년 ~ 현재)
- 안홍인 - 봉고 (2023년 ~ 현재)

### 이전 구성원
- 임병학(임꼭병학) - 베이스, 보컬 (2005년 ~ 2015년 11월)
- 박태식 - 드럼 (2011년 ~ 2015년 12월)
- 김나언 - 건반, 키베이스 (2011년 ~ 2019년 3월)
- 이설아 - 건반 (2019년 ~ 2023년)

## 음반 목록

### 정규 음반
- 2007년 11월 28일 1집 《우리는 깨끗하다》 (카바레 사운드)
- 2011년 8월 25일 2집 《우정모텔》 (카바레 사운드)
- 2015년 7월 7일 3집 《썬파워》 (비타민 엔터테인먼트)
- 2019년 6월 12일 4집 《모래내 판타지》 (지니뮤직)
- 2023년 11월 30일 5집 《1969》 (HIKE)

### 참여 음반 및 수록곡
- 2007년 10월 22일 《라이브 클럽 빵 컴필레이션 3》 : '지어낸 얘기' (인디레이블 빵)
- 2008년 3월 27일 한대수 헌정 음반 《물 좀 주소》 : '물 좀 주소' (타일뮤직)
- 2009년 8월 28일 《MBC 음악여행 라라라 Live Vol.6》 : '아름다운 강산' (문화방송, iMBC)
- 2012년 3월 6일 《Seoul Seoul Seoul》 : '서울사람' (5.10.15 레이블)
- 2012년 5월 11일 《숨∞ 두 번째 GREENPLUGGED Omnibus Album》 : '도시생활 (Bicycle Ver.)' (그린플러그드)
- 2013년 5월 13일 《무드 오브 카바레 2013》 : '사과' (카바레 사운드)
- 2014년 8월 7일 제주 4·3 사건 헌정 음반 《산 들 바다의 노래》 : '봉지가' (칠리뮤직코리아)
- 2015년 9월 23일 전인권 싱글 《너와 나》: '너와 나' (파랑도깨비 전인권컴퍼니, 푸른곰팡이)
- 2016년 11월 25일 《Dengue Fever·Goonam》 7인치 45rpm 싱글, Orange Translucent, Limited Edition: 트랙 A 'Ganadaramaba' by 신중현, 트랙 B 'Integration' by Dengue Fever (Tuk Tuk Records, United States)
- 2018년 11월 8일 《1969:2069》, Various Artists: 채널1969 컴필레이션 음반 B-1 트랙 4, 구남과여라이딩스텔라 '강가에 앉아 저녁이 되었다'

## 수상
| 연도   | 시상식                | 부문                               | 후보작              | 결과 |
| ------ | --------------------- | ---------------------------------- | ------------------- | ---- |
| 2009년 | 제6회 한국대중음악상  | 올해의 신인                        |                     | 후보 |
| 2009년 | 제6회 한국대중음악상  | 최우수 댄스&일렉트로닉 - 음반      | 《우리는 깨끗하다》 | 후보 |
| 2009년 | 제6회 한국대중음악상  | 최우수 댄스&일렉트로닉 - 노래      | 〈한국말〉          | 후보 |
| 2009년 | 제6회 한국대중음악상  | 네티즌이 뽑은 올해의 음악인 - 그룹 |                     | 후보 |
| 2012년 | 제9회 한국대중음악상  | 최우수 모던록 - 음반               | 《우정모텔》        | 후보 |
| 2012년 | 제9회 한국대중음악상  | 최우수 모던록 - 노래               | 〈남쪽으로 간다〉   | 후보 |
| 2012년 | 이매진어워즈          | 올해의 음반                        | 《우정모텔》        | 후보 |
| 2016년 | 제13회 한국대중음악상 | 최우수 모던록 - 음반               | 《썬파워》          | 후보 |
| 2016년 | 제13회 한국대중음악상 | 최우수 모던록 - 노래               | 〈젊은이〉          | 후보 |